# Eva Blay

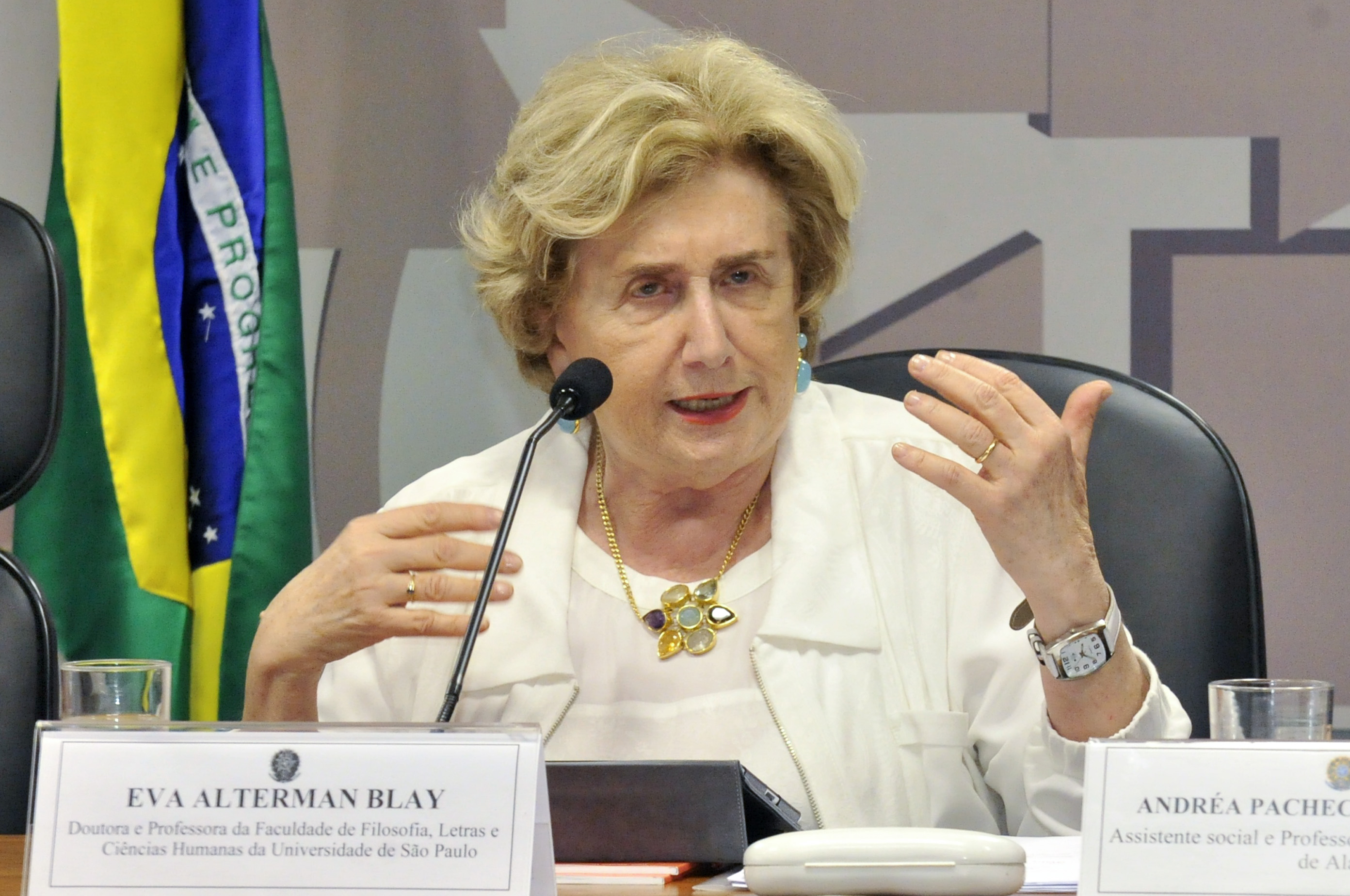
Eva Alterman Blay bei einer Sitzung der Ständigen Gemischten Kommission für den Kampf gegen Gewalt an Frauen, 2015

Eva Alterman Blay (* 4. Juni 1937 in São Paulo) ist eine brasilianische Soziologin, Frauenrechtlerin, Politikerin des PSDB, ehemalige Bundessenatorin und Hochschullehrerin der Universidade de São Paulo.

## Leben
Blay ist die Tochter von Moyses Lejb Alterman und Eta Reaboi Alterman. Sie ist mit Júlio Blay verheiratet. Sie studierte Sozialwissenschaften und Soziologie an der Universidade de São Paulo (USP), erhielt 1961 den Bachelortitel, wurde in den Lehrkörper der dortigen Faculdade de Filosofia, Letras e Ciências Humanas aufgenommen, erhielt 1969 den Magistertitel, 1973 den Doktortitel und 1985 die Lehrbefugnis als Hochschullehrerin.

## Politische Laufbahn
Sie war zunächst in den Partido do Movimento Democrático Brasileiro (PMDB) eingetreten und wechselte später zum Partido da Social Democracia Brasileira (PSDB). Ihre wissenschaftliche Spezialisierung auf Geschlechterbeziehungen, Gewalt, ethnische Identität und jüdische Immigration führte sie zur Gründung des Centro de Estudos de Gênero e dos Direitos da Mulher an der Universität von São Paulo. Sie gilt als eine Pionierin der brasilianischen Frauenrechtsbewegung.
1986 wurde sie bei den Wahlen in Brasilien 1986 auf den Stellvertreterplatz (Suplente) für Fernando Henrique Cardoso gewählt, dessen Senatsposten sie nach dessen Ernennung zum brasilianischen Außenminister in der 49. Legislaturperiode von 1992 bis 1995 übernehmen konnte. Danach trat sie nicht mehr zu Wahlen an.
Sie ist eine der ersten Senatorinnen überhaupt, die in den brasilianischen Bundessenat gewählt wurden.

## Schriften
- Trabalho domesticado: a mulher na indústria paulista (1978).
- As prefeitas (1981).
- A luta pelo espaço (1985).
- Immigrazione europea e borghi operai a San Paolo (1987).
- Perfil da mulher brasileira (1990).
- Gênero e universidade (1992).